# Kaplica św. Materna we Wrocławiu
Kaplica św. Materna we Wrocławiu – nieistniejąca średniowieczna kaplica cmentarna znajdująca się na dawnym przykościelnym cmentarzu kościoła św. Elżbiety od jego południowej strony. Według Piotra Oszczanowskiego przez wiele lat uważana za najstarszą budowlę sakralną we Wrocławiu.

## Historia

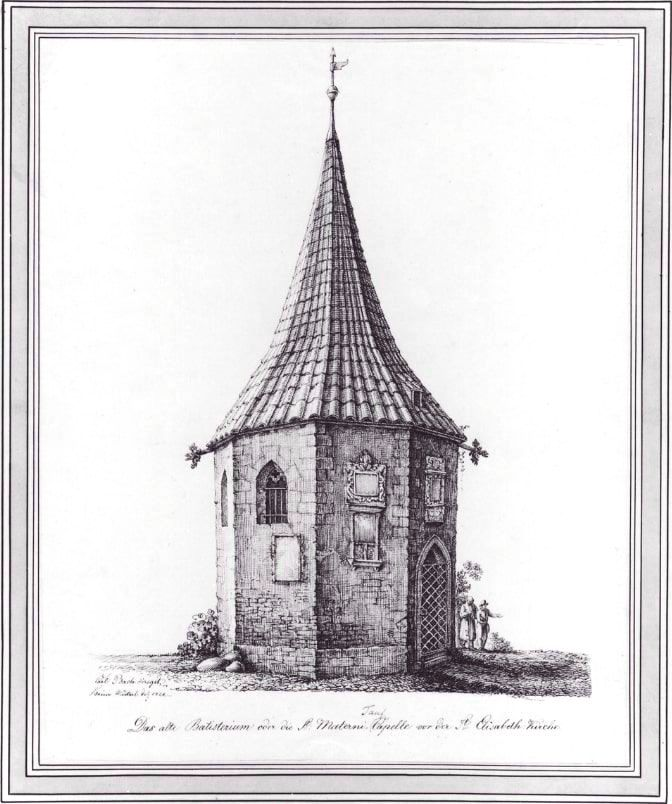
Kaplica św. Materna przy kościele św. Elżbiety we Wrocławiu, rys. piórkiem (1824). Autor grafiki Heinrich Mützel i Carl Bach

Pierwsze wzmianki na temat kaplicy pochodzą z dokumentu biskupa Przecława z 1358 roku, gdzie wymieniana jest jako St. Materni et Servatii przy okazji datku w wysokości ośmiu marek czynszu złożonego na jej rzecz przez Jana Barana. Kolejne wzmianki pochodzą z roku 1390, kiedy Jan Schwansdorf został tam altarzystą oraz z 1446 roku – wówczas Katarzyna Schwednicz zarządziła przeniesienie swojej płyty nagrobnej w pobliże kaplicy; w roku 1451 odnotowana została bliżej nieokreślona fundacja Jana von Wollau.
Kaplica była uwieczniana na wielu grafikach i planach dawnego Wrocławia, m.in. na planach autorstwa Bartholomaeusów Weyhnerów, st. i mł. (1562), Gregora Bibera z (ok. 1650), ale głównie znana jest z prac Friedricha Bernharda Wernera (1736) i Heinricha Mützela (1824).
Kształtem i funkcją kaplica nawiązywała do idei Świątyni Grobu Pańskiego – anastasis, popularnej w średniowieczu, jak i w okresach późniejszych. Podobne kaplice powstawały w Doberanie (kaplica św. Michała), w Darłowie (kaplica św. Gertrudy z końca XV wieku), kaplica w Koszalinie z końca XIV wieku czy w Słupsku – kaplica św. Jerzego z końca XV wieku.
W 1848 roku kaplica została rozebrana aż po fundamenty, których fragmenty odkryto podczas prac remontowych w latach 1998–1999. Z kaplicy zachował się gotycki mszał datowany na początek XV wieku będący częścią jej ołtarza. Z późniejszego okresu zachowały się zespoły epitafiów renesansowych i manierystycznych z połowy XVII wieku, które znajdowały się na ścianach kaplicy.

## Opis architektoniczny
Kaplica została wzniesiona na ośmiobocznym planie. Była dwukondygnacyjną ceglaną kaplicą grobową z dolnym ossuarium zagłębionym w podłożu o ceglanej posadzce, niemającą swoich odpowiedników nie tylko we Wrocławiu, ale i na całym Śląsku. Kaplicę wieńczył wysoki, lekko załamany dach namiotowy, pokryty dachówką typu mnich-mniszka. W ścianach bocznych, częściowo tynkowanych, znajdowały się niewielkie otwory okienne, ostrołukowe, ulokowane w wyższej części budowli. Otwór drzwiowy również zamknięty był ostrołukowo. Cokół i narożniki budowli były wyróżnione kamiennymi ciosami.
W sklepionym pomieszczeniu kaplicznym, według opisu z 1512 roku autorstwa Bartłomieja Steina, znajdował się ołtarz, obsługiwany przez jednego altarzystę. Według Jakuba Kostowskiego, dolna kondygnacja kaplicy, gdzie znajdowało się ossarium, pozostawała niedostępna, a kości wydobywane przy kolejnych pochówkach na przykościelnym cmentarzu wrzucano do środka przez nisko umieszczony boczny otwór okienny. Zewnętrznymi elementami ozdobnymi były nowożytne blaszane rzygacze i kuta krata w otworze wejściowym.

## Epitafia
Po zburzeniu kaplicy w 1848 roku większość epitafiów trafiła do kościoła św. Elżbiety. Najpóźniej miało to miejsce w 1857 roku, kiedy to zakończono prace konserwatorskie w bazylice lub po katastrofie budowlanej i odbudowie części kościoła rok później. Wśród ocalałych z rozbiórki znalazły się tablice:
- epitafia na ścianie południowej oraz w narożu południowo-wschodnim kaplicy należącej w przeszłości do rodziny patrycjuszy wrocławskich von Rehdigerów auf Striesa obecnie kaplicy nr XII:

– Hermanna von Mühlpforta i jego żony, Marii z d. von Roth (zm. 1606)

– Matthiasa Renischa (zm. 1592),

– epitafium Daniela Kiennera, starszego cechu karczmarzy i zwierzchnika wrocławskiego Urzędu Jałmużniczego (zm. 1610) oraz jego dwóch żon z domów Nimtsch i Raumbaum; epitafium powstało w warsztacie Gerharda Hendrika z Amsterdamu na początku drugiej dekady wieku XVII. Otoczone było uskrzydlonymi hermami w uszakach a nad nią umieszczona była alegoria Wiary

– epitafium inskrypcyjno-heraldyczne Fabiana Reiffa i jego żony, Hedwigi z d. Greusser (zm. 1555),
- epitafia Hansa Woyssela (zm. 1545), Zahariasa Nimptscha (zm. 1602), Georga Heinckego (zm. 1604), Hansa Puchera (zm. 1592) i jego pierwszej żony, Helenę z d. Willinger (zm. 1564) oraz Georga Wewerskego (zm. 1552);
- epitafia Reginy Woyssel z d. Zeckhorn (zm. 1549) oraz Eliasa Geisslera (zm. 1583)[1].

Epitafium Hermanna von Mühlpforta i jego żony zostało wykonane w warsztacie Gerharda Hendrika. Znajdowało się prawdopodobnie w jednej ze ścian po południowej stronie kaplicy. Około 1849 roku zostało przeniesione do kościoła św. Elżbiety, do kaplicy von Rehdigerów auf Striesa. Już na tym etapie epitafium zostało pozbawione partii zwieńczenia, dwóch figur alegorycznych flankujących obraz olejny na blasze miedzianej z przedstawieniem sceny Ukrzyżowania z klęczącym przy krzyżu małżeństwem oraz dolnej partii pomnika z tablicą inskrypcyjną. Elementy te zostały mylnie dołączone do innych tablic upamiętniających: mosiężna tablica o wymiarach 15 × 34 cm w latach 1933–1937 umieszczona została w południowej (trzeciej kaplicy od wschodu przy nawie południowej) ścianie kaplicy Pfintzigów w kościele św. Elżbiety; herbowe zwieńczenie zostało umieszczone ponad prostokątnym epitafium Fabiana Reiffa i jego żony, Hedwigi z d. Greusser (obecnie również w kaplicy von Rehdigerów). W trakcie przenoszenia epitafium Mühlpfortów dodano do niego dwie konsole służące jako wsporniki, które pochodziły z epitafium rodziny Reiffów. W 2010 roku epitafium zostało poddane konserwacji i dzięki zachowanym oryginalnym rysunkom Heinricha Mützela z 1824 roku przywrócono mu oryginalną postać.